# 變形蟲
變形蟲音译阿米巴，是變形蟲屬的泛稱，也作阿米巴原虫、阿米巴變形蟲、阿米巴虫，为一种单细胞原生动物，可以根据需要改變體形，因而得名。变形虫以往是分類於原生生物界，現則獨立歸於變形蟲門（Phylum Amoebozoa）。

## 分布
在清水池塘、水流緩慢藻類較多的淺水中，还有泥土中都可以找到它，亦可成寄生蟲寄生在其他生物裡面。

## 历史
变形虫首先在1757年由德国自然学家奥古斯都·冯·卢森霍夫在显微镜下观察到。早期自然学家因其能改变身体形状，故用希腊神话中可以变形的普罗透斯（Proteus）的名字将其命名为Proteus animalcule，后来法国自然学家简·文森特用希腊文中的“变”（amoibè (αμοιβή））命名其为"amibe"。

## 解剖学

阿米巴解剖学示意图

阿米巴的细胞器和细胞质都包裹在细胞膜中，沒有固定的形状，能在全身各處伸出偽足来運動和攝食。大变形虫在运动时长220-749微米，在变形虫中是很大的。它是异养生物，通过吞噬作用进食。一般是以單細胞藻類、小型單細胞動物為食物。當它碰到食物時會伸出偽足進行包圍，然后分泌消化酶将食物消化。不能消化的物質，就會通過質膜排出體外，稱排遺。變形蟲利用呼吸作用得到能量，吸入的氧和排出的二氧化碳的工作都由細胞膜負責。
变形虫在显微镜下的显著特征是有一个或多个细胞核、伸縮泡及食物泡。伸縮泡作用是排除變形蟲體內過多水分，保持渗透压平衡；食物泡的功能則是储存和消化食物養分。其繁殖方式主要藉由有丝分裂和细胞质分裂，而非像一般细菌那样进行二分裂生殖。遺傳功能由細胞核負責，如果变形虫被切成两半，则保有细胞核的一半能长成一个完整的变形虫，另一半会死去。

## 繁殖
过去认为无性生殖是变形虫的一个特性，但近来科学家发现它也能进行有性生殖。而且科学家发现变形虫在古代可能是有性生殖占主流，而无性生殖是近代流行起来的。

## 下属分类
本科包括以下属：
- Amoeba agilis Kirk, 1906
- Amoeba biddulphiae
- Amoeba discoides Sch.
- Amoeba dubia Sch.
- 发变形虫 Amoeba gorgonia Pen.
- Amoeba guttula Duj.
- Amoeba limax Dujardin
- 泥生变形虫 Amoeba limicola Rhumb.
- Amoeba miurai Ijima, 1898
- 大变形虫 Amoeba proteus (Pal.)
- Amoeba radiosa Ehr.
- Amoeba rodiosa Dai
- Amoeba spumosa Grub.
- Amoeba spumosa Hong
- Amoeba striata Pen.
- Amoeba verrocosa
- Amoeba verrucosa Ehrenberg
- 晚星变形虫 Amoeba vespertilio Pen.

## 相关疾病
阿米巴原虫脑炎是一种罕见但严重的疾病，由阿米巴原虫（一种单细胞寄生虫）引起。这种疾病主要通过进食被感染的水或食物而传播，在野外水域活动时阿米巴原虫经口鼻等进入人体也会致病。它会导致脑部感染，引起头痛、发热、恶心、呕吐等症状，并可能导致严重的神经系统损害甚至死亡。及早发现和治疗至关重要。

## 影像资料
|  |  |

## 外部連結
- The Amoebae website brings together information from published sources.